# Malgassesia ankaratralis
Malgassesia ankaratralis är en fjärilsart som beskrevs av Pierre E.L. Viette 1957. Malgassesia ankaratralis ingår i släktet Malgassesia och familjen glasvingar. Inga underarter finns listade i Catalogue of Life.